# Агуа-Ріка (родовище)
Агуа-Ріка — надвелике родовище міді, золота, срібла та молібдену в Аргентині (провінція Катамарка). Підтверджені запаси 384,871 млн тонн; вміст міді 0,48–0,56 %, золота — 0,2–0,25 г/т, срібла — 3,7 г/т, молібдену — 0,033 %.
Агуа-Ріка на 56,25 % належить канадській компанії Yamana Gold Inc., на 25 % — компанії Glencore і на 18,75 % — компанії Newmont Goldcorp. За даними Yamana щорічне сумарне виробництво планується на рівні близько 236 тис. т. міді з супутнім видобутком золота, молібдену та срібла. Запаси родовища (підтверджені та прогнозні / Total Proven & Probable) становлять приблизно 4,5 млн тонн міді і 6,5 млн унцій золота у приблизно 910 млн тонн руди.